# Wicker Park (película)
Wicker Park (en Hispanoamérica, El apartamento; en España, Obsesión) es una película estadounidense dramática-romántica dirigida por Paul McGuigan y protagonizada por Josh Hartnett, Diane Kruger y Rose Byrne. Es una película de etapas retrospectivas, de corte mixto, dramático y romántico a la vez.
La película es una versión de L'Appartement, película francesa de 1996 protagonizada por Vincent Cassel, Monica Bellucci y Romane Bohringer. 

## Argumento
Matt (Josh Hartnett) encuentra en Chicago a la mujer de su vida, Lisa (Diane Kruger), una atractiva bailarina de danza moderna, rubia, hermosa, ambigua, desenfadada y misteriosa, a quien captura en un video accidentalmente en la acera de enfrente y decide seguirla para lograr una cita. Mientras Matt está en la tienda de zapatos de su mejor amigo Luke, entra repentinamente Lisa con la intención de comprar y Matt se hace pasar por vendedor logrando enganchar y salir con ella. Todo va genial hasta que de pronto, justo antes de mudarse a vivir juntos, ella desaparece sin decir nada.  
Han pasado dos años y Matt y su novia enamorada, Rebecca, han llegado a un restaurante para una reunión de negocios. Sin saberlo Lisa y su amiga Alex también se encontraban allí, sin embargo Matt no la ve, solo encuentra su espejo de mano. Matt, aun obsesionado con encontrarla, dejará todo por buscarla y obtener una explicación de por qué le abandonó. Lo que Matt ignora es que Lisa le corresponde, pero las intrigas de Alex, quien esta secretamente enamorada de Matt, forman una pantalla que impiden a Matt saber que es correspondido. 
Alex (Rose Byrne), una actriz de teatro, es la amiga de Lisa. Está obsesionada con Matt desde hace años y hará lo imposible para que él se olvide de Lisa y atraerlo hacía ella, haciendo un peligroso doble juego con Matt y Lisa, y hasta con Luke (Matthew Lilliard) su novio y mejor amigo de Matt, a quien usa para sus propósitos egoístas.
Alex hace lo imposible para que Lisa y Matt no estén juntos. Ella le da una carta de parte de Lisa diciéndole donde ella se encuentra. Al final el la busca en el aeropuerto, donde aparece Rebecca, Matt le explica la situación mientras Alex hace lo mismo por teléfono a Lisa, finalmente Matt y Lisa se reencuentran al desatarse los nudos impuestos.

## Música
1. Stereophonics: "Maybe Tomorrow" – 4:33
2. Lifehouse: "Everybody Is Someone" – 4:22
3. Death Cab for Cutie: "A Movie Script Ending (Acoustic)" – 4:28
4. Snow Patrol: "How to Be Dead" – 3:23
5. Broken Social Scene: "Lover's Spit" – 6:06
6. The Stills: "Retour a Vega" – 2:56
7. Mazzy Star: "Flowers in December" – 5:05
8. The Legends: "When the Day Is Done" – 2:27
9. The Shins: "When I Goosestep" – 2:25
10. Jaime Wyatt: "Light Switch" – 3:58
11. Mates of State: "These Days" – 3:32
12. +/-: "All I Do" – 2:35
13. múm: "We Have a Map of the Piano" – 5:20
14. The Postal Service: "Against All Odds (Take a Look at Me Now)" – 4:21
15. Aqualung: "Strange and Beautiful" – 3:50
16. Mogwai: "I Know You Are But What Am I?" – 5:17
17. Johnette Napolitano & Danny Lohner: "The Scientist" (versión de Coldplay)  – 5:07
18. Stereophonics: "I Miss You Now?" – 4:55
19. Coldplay: "The Scientist" - 5:01